# Cene Kranjc
Cene Kranjc, slovenski slavist, novinar, urednik, knjižničar in publicist, * 28. julij 1911, Repnje, † 27. februar 1993, Golnik.
Kranjc je leta 1936 diplomiral iz slavistike na ljubljanski Filozofski fakulteti. Od leta 1937 do 1944 je bil bibliotekar v NUK. Od 1945 do 1951 je delal najprej kot pomočnik glavnega urednika, nato kot glavni urednik Slovenskega poročevalca, nato je bil do 1953 direktor urada za informacije pri vladi LRS, nato 3 leta urednik revije Lovec in v obdobju 1957 do 1959 pomočnik glavnega urednika časopisa Ljudska pravica.
Kranjc je literarne in strokovne članke, med njimi tudi reportaže iz Bolgarije, Poljske, Avstralije ter kritične ocene objavljal v različnih publikacijah. 
Leta 1939 je v Spominskem zborniku Slovenije objavil razpravo Naše tiskarstvo v letih 1918-1938, 1945 pa brošuro Slovenske partizanske tiskarne v borbi za svobodo.